# 레 성종
레 성종(베트남어: Lê Thánh Tông / 黎聖宗, 1442년 8월 25일(음력 7월 20일) ~ 1497년 3월 3일(음력 1월 30일))은 대월 후 레 왕조의 제5대 황제(재위: 1460년 ~ 1497년)이다. 성명은 레뜨타인(베트남어: Lê Tư Thành / 黎思誠 여사성)이며, 또 다른 이름으로는 레하오(베트남어: Lê Hạo / 黎灝 여호)로 불린다. 절일은 숭천생절(崇天生節)이다.

## 생애
다이바오(大寶) 3년(1442년)에 음력 7월에 태어났으나 한 달도 안되어서 아버지 레 태종(黎太宗)이 8월에 급사하여 제위 전 까지는 궁밖을 나가 사가에서 살게된다. 이복 형 레 인종(黎仁宗)이 즉위 하고 난 후에는 평원왕(Bình Nguyên Vương/平原王)에 책봉되고, 또 배다른 형 레응이전(Lê Nghi Dân/黎宜民)이 반란을 일으켜 즉위한 후인 티엔흥(天興) 원년(1459년)에 가왕(Gia Vương/嘉王)에 봉해졌다.
다음해인 티엔흥(天興) 2년(1460년) 6월에 황제인 응이전이 대신들에 의해 암살되었고, 대신들의 의해 배다른 형인 공왕(恭王) 레칵쓰엉(Lê Khắc Xương/黎克昌)을 제치고, 황제로 등극하게 된다.

## 업적
그는 베트남 성문법인 국조형률에 민족 고유의 관습법을 반영시켰다. 그리고 '대월사기'를 더 체계화하여 대월사기전서를 편찬하였다. 사서 중심의 성리학을 보급하려고 노력하였고, 문묘를 세우고 과거제를 시행하였다. 또한 처음으로 '진사제명비'를 세워 과거합격자의 명예를 기렸다.

## 가족관계

### 조부모와 부모
- 조부 : 태조고황제(Thái Tổ Cao Hoàng Đế/太祖高皇帝) 레러이(Lê Lợi/黎利/여리)
- 조모 : 공자황태후(Cung Từ Hoàng Thái Hậu/恭慈皇太后) 팜 티 응옥쩐(Phạm Thị Ngọc Trần/范氏玉陳/범씨옥진)
- 부친 : 태종문황제(Thái Tông Văn Hoàng Đế/太宗文皇帝) 레응우옌롱(Lê Nguyên Long/黎元龍/여원룡)
- 모친 : 광숙황태후(Quang Thục Hoàng Thái Hậu/光淑皇太后) 응오 티 응옥다오(Ngô Thị Ngọc Dao/吳氏玉瑤/오씨옥요)

### 후비
- 휘가태황태후(Huy Gia Thái Hoàng Thái Hậu/徽嘉太皇太后) 응우옌 티 항(Nguyễn Thị Hằng/阮氏恒/완씨항)(1441년 ~ 1505년)
- 유휘황태후 (Nhu Huy Hoàng Thái Hậu/柔徽皇太后) 풍이엠꾸이(Phùng Diệm Quý/馮琰貴/풍염귀) (1444년 ~ 1489년) - 양익제 즉위 후에 황후로 추존.
- 서덕궁(Thụy Đức cung/瑞德宮) 명비 범씨(Minh Phi Phạm Thị/明妃 范氏) (1448년 ~ 1498년)
- 수암궁(Thọ Am cung/壽庵宮) 경비 완씨(Kính Phi Nguyễn Thị/敬妃阮氏) (1444년 ~ 1485년)
- 귀비 완씨(Quý Phi Nguyễn Thị/貴妃 阮氏)
- 수용 완씨(Tu Dung Nguyễn Thị/修容 阮氏)
- 재인 완씨(Tài Nhân Nguyễn Thị/才人 阮氏) (1444년 ~ 1479년)

### 황자
- 시호는 굵은글씨로.

1. 황태자 레짠(Lê Tranh/黎鏳/여쟁) - 휘가순황후 소생. 제6대 황제 헌종(Hiến Tông/憲宗).
2. 양왕(Lương Vương/梁王) 레뚜옌(Lê Tuyên/黎銓/여전)
3. 송왕(Tống Vương/宋王) 레뚱(Lê Tung/黎鏦/여총) - 명비 범씨 소생.
4. 당왕(Đường Vương/唐王) 레까오(Lê Cảo/黎鎬/여호)
5. 정정건왕(Trinh Tĩnh Kiến Vương/貞靚建王) 레떤(Lê Tân/黎鑌/여빈) - 유휘순황후 소생. 양익제 즉위 후에 덕종(德宗)으로 추존.
6. 의강복왕(Ý Khang Phúc Vương/懿康福王) 레짠(Lê Tranh/黎錚/여쟁) (1467년 ~ 1500년) - 재인 완씨 소생.
7. 범왕(Diễn Vương/演王) 레통(Lê Thông/黎鏓/여총)
8. 광왕(Quảng Vương/廣王) 레따오(Lê Táo/黎鐰/여조) - 경비 완씨 소생.
9. 임왕(Lâm Vương/臨王) 레뜨엉(Lê Tướng/黎鏘/여장)
10. 의왕(Nghĩa Vương/義王) 레깐(Lê Cảnh/黎/여경)
11. 응왕(Ứng Vương/應王) 레찌에우(Lê Chiêu/黎/여소)
12. 진왕(Trấn Vương/鎭王) 레힌(Lê Hình/黎鋞/여형)
13. 조왕(Triệu Vương/肇王) 레토안(Lê Thoan/黎鋑/여전) - 귀비 완씨 소생.
14. 형왕(Kinh Vương/荊王) 레끼엔(Lê Kiện/黎鍵/여건)

### 황녀
- 20명의 황녀가 있었으나 공식적으로 기록에 남은 황녀는 10명 뿐이다.

1. 가숙공주(Gia Thục Công Chúa/嘉淑公主) 레탄또아이(Lê Thanh Toại/黎淸鐩/여청수) (1461년 ~ 1474년)
2. 의덕공주(Ý Đức Công Chúa/懿德公主) 레오안응옥(Lê Oánh Ngọc/黎瑩鈺/여형옥) - 명비 범씨 소생.
3. 서화공주(Thụy Hoa Công Chúa/瑞華公主) 레민낀(Lê Minh Kính/黎明鏡/여명경) - 경비 완씨 소생.
4. 소휘공주(Chiêu Huy Công Chúa/昭徽公主) 레찌엣산(Lê Triệt San/黎徹鏟/여철산)
5. 소양공주(Thiều Dương Công Chúa/韶陽公主) 레빈히에우(Lê Bính Hiểu/黎炳䥵/여병효)
6. 경평공주(Cảnh Bình Công Chúa/景平公主) 레바오휘옌(Lê Bảo Huyền/黎寶鉉/여보현)
7. 경방공주(Quỳnh Phương Công Chúa/瓊芳公主) 레레칸(Lê Lệ Khanh/黎麗鏗/여여갱)
8. 춘명공주(Xuân Minh Công Chúa/春明公主) 레란드엉(Lê Lan Đường/黎蘭鏜/여난당)
9. 수매공주(Thọ Mai Công Chúa/壽梅公主) 레깜트엉(Lê Cẩm Thương/黎錦鏘/여금장)
10. 금영공주(Cẩm Vinh Công Chúa/錦榮公主) 레미투언(Lê Mỹ Thuần/黎美錞/여미순)

## 출전
- 《대월사기전서》(大越史記全書)
- 《월남통사》(越南通史)
- 《흠정월사통감강목》(欽定越史通鑑綱目)
- 《황월문선》(皇越文選)

## 기년
| 성종        | 원년            | 2년        | 3년        | 4년        | 5년        | 6년        | 7년        | 8년        | 9년        | 10년       |
| ----------- | --------------- | ---------- | ---------- | ---------- | ---------- | ---------- | ---------- | ---------- | ---------- | ---------- |
| 서력 (西曆) | 1460년          | 1461년     | 1462년     | 1463년     | 1464년     | 1465년     | 1466년     | 1467년     | 1468년     | 1469년     |
| 간지 (干支) | 경진(庚辰)      | 신사(辛巳) | 임오(壬午) | 계미(癸未) | 갑신(甲申) | 을유(乙酉) | 병술(丙戌) | 정해(丁亥) | 무자(戊子) | 기축(己丑) |
| 연호 (年號) | 광순(光順) 원년 | 2년        | 3년        | 4년        | 5년        | 6년        | 7년        | 8년        | 9년        | 10년       |
| 성종        | 11년            | 12년       | 13년       | 14년       | 15년       | 16년       | 17년       | 18년       | 19년       | 20년       |
| 서력 (西曆) | 1470년          | 1471년     | 1472년     | 1473년     | 1474년     | 1475년     | 1476년     | 1477년     | 1478년     | 1479년     |
| 간지 (干支) | 경인(庚寅)      | 신묘(辛卯) | 임진(壬辰) | 계사(癸巳) | 갑오(甲午) | 을미(乙未) | 병신(丙申) | 정유(丁酉) | 무술(戊戌) | 기해(己亥) |
| 연호 (年號) | 홍덕(洪德) 원년 | 2년        | 3년        | 4년        | 5년        | 6년        | 7년        | 8년        | 9년        | 10년       |
| 성종        | 21년            | 22년       | 23년       | 24년       | 25년       | 26년       | 27년       | 28년       | 29년       | 30년       |
| 서력 (西曆) | 1480년          | 1481년     | 1482년     | 1483년     | 1484년     | 1485년     | 1486년     | 1487년     | 1488년     | 1489년     |
| 간지 (干支) | 경자(庚子)      | 신축(辛丑) | 임인(壬寅) | 계묘(癸卯) | 갑진(甲辰) | 을사(乙巳) | 병오(丙午) | 정미(丁未) | 무신(戊申) | 기유(己酉) |
| 연호 (年號) | 11년            | 12년       | 13년       | 14년       | 15년       | 16년       | 17년       | 18년       | 19년       | 20년       |
| 성종        | 31년            | 32년       | 33년       | 34년       | 35년       | 36년       | 37년       | 38년       |            |            |
| 서력 (西曆) | 1490년          | 1491년     | 1492년     | 1493년     | 1494년     | 1495년     | 1496년     | 1497년     |            |            |
| 간지 (干支) | 경술(庚戌)      | 신해(辛亥) | 임자(壬子) | 계축(癸丑) | 갑인(甲寅) | 을묘(乙卯) | 병진(丙辰) | 정사(丁巳) |            |            |
| 연호 (年號) | 21년            | 22년       | 23년       | 24년       | 25년       | 26년       | 27년       | 28년       |            |            |

| 전 임 레응이전 | 제5대 대월 후 레 왕조의 황제 1460년 ~ 1497년 | 후 임 헌종 |

## 같이 보기
- 후 레 왕조